# International Conference of Reformed Churches
Die International Conference of Reformed Churches ist ein internationaler evangelischer Verband, der theologisch konservativ ausgerichtete reformierte Kirchenverbände vereinigt. Die theologische Ausrichtung des ICRC ist derjenigen der World Reformed Fellowship ähnlich. Die Gründung erfolgte 1982.

## Mitglieder (Kirchenverbände)
Kirchenverbände:
- Africa Evangelical Presbyterian Church
- Associate Reformed Presbyterian Church
- Canadian Reformed Churches
- Calvinist Reformed Churches (Indonesien)
- Christelijke Gereformeerde Kerken (Niederlande)
- Christian Reformed Churches of Australia
- Evangelical Presbyterian Church in England and Wales
- Evangelical Presbyterian Church (Ireland)
- Free Church of Scotland
- Free Church of Scotland (Continuing)
- Free Church in Southern Africa
- Free Reformed Churches in South Africa
- Free Reformed Churches of North America
- Heritage Reformed Congregations
- Iglesias Reformadas de España
- Igrejas Reformadas do Brasil
- Independent Reformed Church of Korea
- Orthodox Presbyterian Church
- Presbyterian Church in Korea (Koshin)
- Presbyterian Church in Uganda
- Presbyterian Church of Eastern Australia
- Presbyterian Free Church (Indien)
- Reformed Churches in South Africa
- Reformed Church in the United States
- Reformed Churches N.T.T. in Indonesia
- Reformed Churches of New Zealand
- Reformed Presbyterian Church North-East India Synod
- Reformed Presbyterian Church of India
- Reformed Presbyterian Church of Ireland
- Reformed Presbyterian Church of North America
- Reformierte Kirchen in den Niederlanden (befreit)
- Sudanese Reformed Churches (SRC) General Synod
- United Reformed Church in Congo
- United Reformed Churches in North America